# Crithagra atrogularis
Il canarino golanera (Crithagra atrogularis (Smith, 1832)) è un uccello passeriforme della famiglia Fringillidae, diffuso in Africa.

## Etimologia
Il nome scientifico della specie, atrogularis, deriva dall'unione delle parole latine ater ("nero") e gula ("gola"), col significato di "dalla gola nera", in riferimento alla livrea di questi uccelli.

## Descrizione

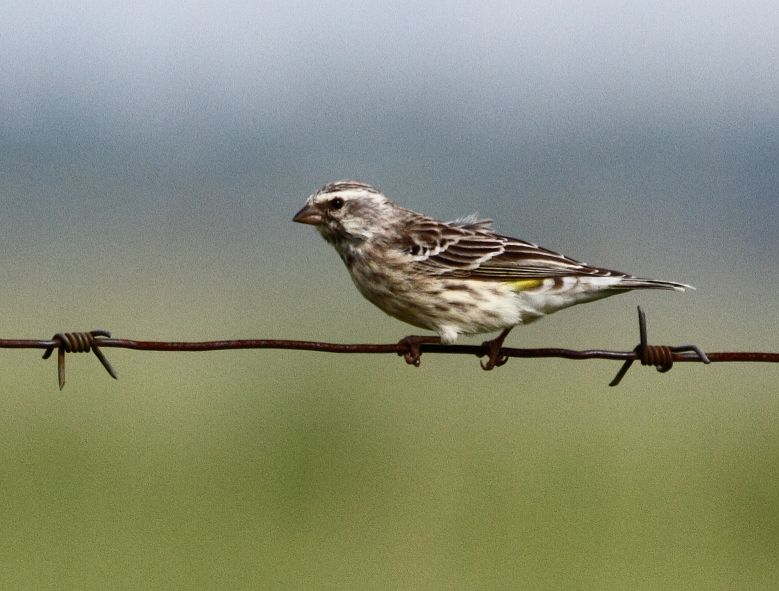
Esemplare nel KwaZulu-Natal.

### Dimensioni
Misura 10,5–12 cm, per un peso di 8-14 g.

### Aspetto
Si tratta di uccelletti dall'aspetto slanciato, muniti di corto becco conico, testa arrotondata, ali appuntite e coda dalla punta lievemente forcuta.

Il piumaggio è grigio-biancastro screziato di nero su tutto il corpo: fanno eccezione il codione (giallo), il sopracciglio, la parte delle guance verso il becco ed il sottocoda (che sono bianchi), la gola e la parte superiore del petto (che come intuibile sia dal nome comune che dal nome scientifico è nerastra), le ali e la coda (che sono nere con orli delle penne biancastri). Il dimorfismo sessuale è trascurabile, coi maschi dalla colorazione lievemente più accesa. In ambedue i sessi il becco è di colore nerastro superiormente e carnicino-nerastro inferiormente, mentre gli occhi sono di colore bruno scuro e le zampe sono di colore carnicino.

## Biologia
I canarini golanera sono uccelli vispi dalle abitudini diurne, i quali passano la maggior parte del giorno alla ricerca di cibo al suolo o fra i rami, muovendosi in stormi anche consistenti, talvolta in associazione con specie affini.

### Alimentazione
Si tratta di uccelli granivori, la cui dieta si basa sui semi di piante erbacee, ma comprende anche piccoli fiori, gemogli, foglioline, bacche e di tanto in tanto anche piccoli invertebrati.

### Riproduzione
Si tratta di uccelli che possono riprodursi durante tutto l'arco dell'anno, con picchi negativi delle nascite durante l'inverno australe (giugno-settembre).
Si tratta di uccelli monogami, i cui maschi conquistano la compagna cantando incessantemente da posatoi in evidenza e seguendo insistentemente le aspiranti partner con le piume arruffate fino a che non si dimostrino disponibili per la copula.
Il nido ha forma a coppa e viene costruito dalla sola femmina alla biforcazione di un ramo, intrecciando fibre vegetali e foderando l'interno con materiale più morbido. La cova delle 3-6 uova è anch'essa appannaggio esclusivo della femmina, col maschio che s'incarica di rimanere di guardia nei pressi del nido e di reperire il cibo per sé e per la compagna. La schiusa delle uova avviene dopo circa due settimane: i pulli, ciechi ed implumi alla nascita, vengono imbeccati e accuditi da entrambi i genitori, ed attorno alle tre settimane dalla schiusa sono in grado d'involarsi. Tuttavia, essi tendono a rimanere nei pressi del nido ancora per una settimana, chiedendo sempre più sporadicamente l'imbeccata ai genitori, prima di allontanarsene definitivamente e disperdersi.

## Distribuzione e habitat

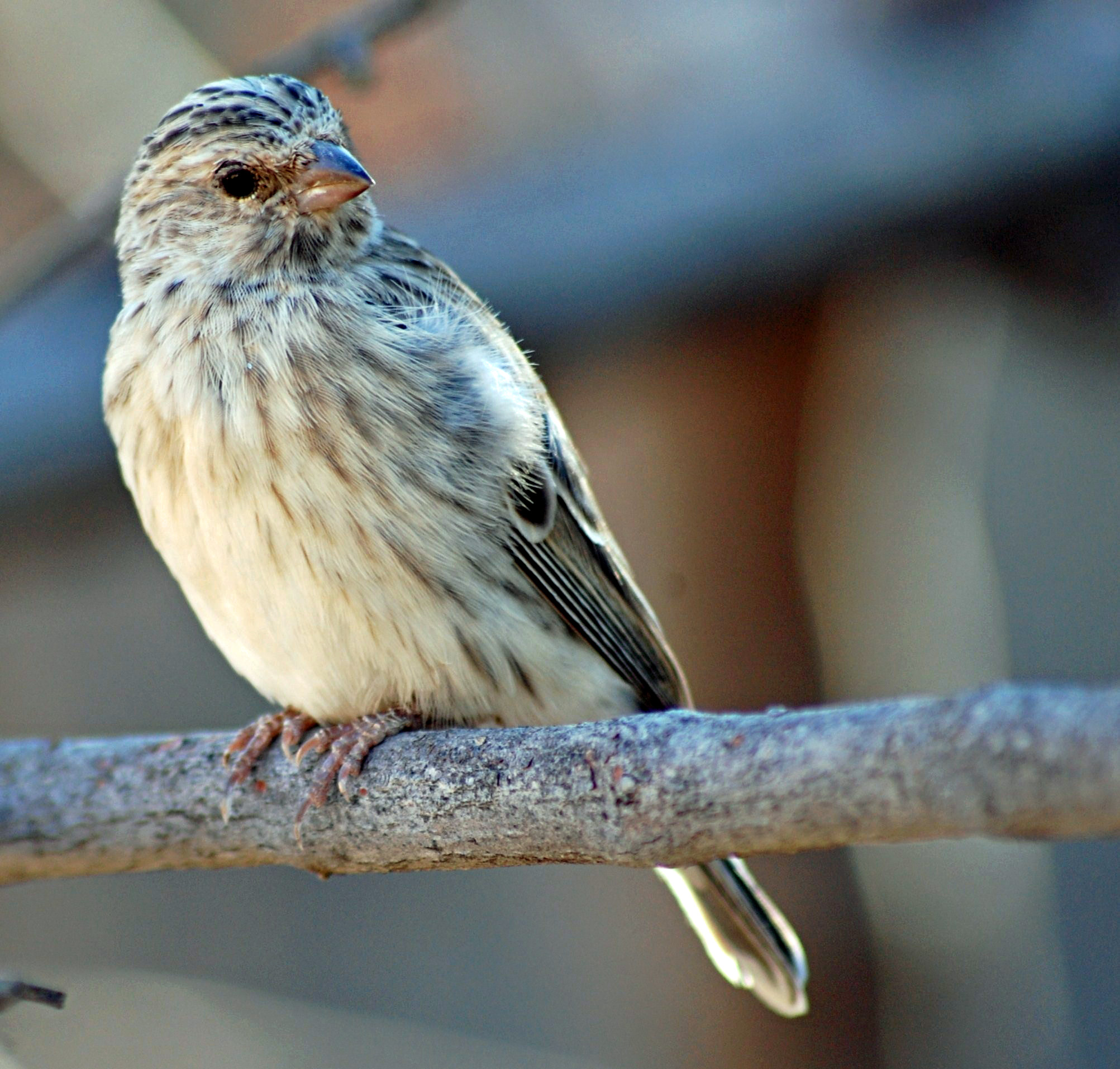
Esemplare a Opuwo.

Il canarino golanera abita una vasta porzione dell'Africa meridionale, oltre alla porzione meridionale e nord-orientale del Congo e la zona fra Uganda, Tanzania, Ruanda e Burundi.
L'habitat di questi uccellini è rappresentato dalle aree di savana alberata ed in generale dalle aree erbose con copertura cespugliosa o arborea nei paraggi: essi si rivelano tuttavia molto adattabili e colonizzano qualsiasi area possa risultare loro congeniale, comprese le aree alberate suburbane.

## Sistematica
Se ne riconoscono sei sottospecie:
- Crithagra atrogularis atrogularis (Smith, 1832) - la sottospecie nominale, diffusa in Zimbabwe, Botswana e nel Sudafrica settentrionale (porzione nord-occidentale del bacino del Limpopo);
- Crithagra atrogularis somereni (Hartert, 1912) - diffusa nella porzione più settentrionale dell'areale occupato dalla specie, attorno al Lago Vittoria;
- Crithagra atrogularis lwenarum (White, 1944) - diffusa in Gabon meridionale, Congo, Angola centro-orientale, e da qui attraverso lo Zambia centro-settentrionale fino in Tanzania sud-occidentale;
- Crithagra atrogularis semideserti (Roberts, 1932) - diffusa dalla zona di confine orientale fra Angola e Namibia fino al Sudafrica nord-orientale attraverso la zona di confine fra Zambia meridionale, Botswana settentrionale e Zimbabwe;
- Crithagra atrogularis deserti (Reichenow, 1918) - diffusa lungo la fascia costiera occidentale dell'Africa meridionale, dall'Angola sud-occidentale al Sudafrica occidentale;
- Crithagra atrogularis impigra (Clancey, 1959) - diffusa in Sudafrica centrale e orientale, oltre che nel Lesotho;

Le popolazioni dell'area di Sesheke mostrano sfumature color cannella nell'area ventrale e sarebbero secondo alcuni da elevare al rango di sottospecie a sé stante col nome di C. a. seshekensis, tuttavia le differenze con la sottospecie semideserti (della quale fanno parte) sono minime.
La specie risulta affine al canarino di Reichenow, al beccasemi groppagialla e al verzellino d'Arabia, coi quali forma una superspecie.